# Polány
Pour les articles homonymes, voir Polany.
Polány est un village et une commune du comitat de Somogy en Hongrie.